# Гипотеза о языке мышления
Гипотеза о языке мышления (англ. Language of thought hypothesis), предложенная американским философом Джерри Фодором, утверждает, что все мысли представлены в виде языка, в котором определяются связи между простыми компонентами мысли или концептами. Согласно этой гипотезе, такой язык должен быть врожденным и универсальным для всех людей. Сам Джерри Фодор называет этот язык «менталийским» (Mentalese).
Гипотеза базируется на достижениях современной генеративной лингвистики и когнитивных наук. В частности, из лингвистики заимствовано ключевое в данной теории понятие — «синтаксис».

## Содержание теории
Согласно данной гипотезе, мышление осуществляется на языке мысли, при этом мысль трактуется как пропозициональное отношение или установка. При этом сложные мысли конструируются из простых элементов по законам синтаксиса ментализа. Базовыми элементами при этом являются концепты, природа которых предположительно сенсорная.
Основой гипотезы являются три тезиса:
- A. Мышление основано на ментальных репрезентациях, которые имеют однозначные причинно-следственные связи с психологическими состояниями, интенциями и действиями.
- B. Ментальные репрезентации, являющиеся компонентами пропозициональных отношений, составляют репрезентационную или символическую систему, в которой выполняются два условия:

1. Отношения задаются комбинаторным синтаксисом и семантикой: структурно сложные (молекулярные) репрезентации построены из структурно простых (атомических) компонентов, а значение определяется как содержание каждого из компонентов, так и синтаксическими (формальными) связями между ними.
2. Операции с репрезентациями зависят от их синтаксической (формальной) структуры, которая задается комбинаторным синтаксисом.

- C. Функциональный материализм. Ментальные репрезентации имеют реальное физическое воплощение (возможно, в разных формах), в случае с живыми существами это предположительно нейрофизиологические структуры мозга.

## Аргументы в поддержку теории
В одной из первых книг на эту тему Фодор утверждает, что подобная модель мышления является необходимым дополнением ко многим современным когнитивным теориям, в которых развивалась вычислительная модель мышления. Иными словами, если эти теории справедливы, справедлива и гипотеза о существовании языка мышления.
Другой аргумент заимствован из генеративной лингвистики. Необходимость существования комбинаторного синтаксиса доказывается способностью человека понимать любое из бесконечного числа допустимых пропозициональных отношений. Это аналогично дискретной бесконечности естественного языка, которая использовалась в качестве аргумента Хомским . В данном случае это объясняется рекурсивной организацией мышления, аналогичной рекурсивной организации языка
Аргументом в пользу систематичности мышления является указание на то, что любая мысль имеет аналоги, понимание которых возможно тогда и только тогда, когда понимается данная мысль. Этот аргумент аналогичен аргументации в пользу систематического обучения естественному языку на основе принципов универсальной грамматики.

## Аргументы против теории
В 2024 году нейробиологи из MIT опубликовали в журнале Nature работу в которой проанализированы данные из области неврологии и смежных дисциплин за последние 20 лет и привели доказательства, что главной функцией языка является общение, а не мышление. Все известные формы мышления, включая символическое мышление возможны без языка.
Авторы работы исходили из того, что, если для некоторых форм мышления действительно требуется язык, то лингвистические механизмы в обязательном порядке должны быть задействованы хотя бы в этих формах мышления. То есть ряд когнитивных процессов должен быть невозможен без языка, однако если же язык — это инструмент коммуникации, то он должен влиять лишь на эффективность передачи информации. Исследования активности мозга пациентов с афазиями при помощи функциональной магнитно-резонансная томограммы показали, что все известные формы мышления не требуют обязательного участия языковой сети мозга, в то время как она активно задействована в решении коммуникативных задач. Таким образом, учёные пришли к выводу, что, хотя появление языка, несомненно, изменило человеческую культуру и язык является мощным инструментом передачи культурных знаний из поколения в поколение, однако язык лишь отражает, а не порождает характерную сложность человеческого мышления.